# 硝酸マンガン(II)
硝酸マンガン(II)（しょうさんマンガン、英: Manganese(II) nitrate）は、マンガンの硝酸塩で、化学式Mn(NO3)2で表される無機化合物。マンガンイオンMn2+一つと硝酸イオンNO3-二つで構成される。様々な水和物の形をとり、一般には四水和物や六水和物、無水物が知られる。四水和物は単斜晶系、六水和物は斜方晶系の結晶構造をとる、-30℃から25.8℃の間は六水和物、25.8℃を越えると三水和物となり、129.4℃で分解する。セラミックスや触媒、高純度酸化マンガンの製造に用いられる

## 製法
炭酸マンガン(II)を硝酸に溶解することにより得られる。
{\displaystyle {\ce {MnCO3\ + 2HNO3 -> Mn(NO3)2\ + H2O\ + CO2}}}
また、二酸化マンガンと二酸化窒素の反応により製造することもできる。